# Vizureni
Vizureni – wieś w Rumunii, w okręgu Vaslui, w gminie Tutova. W 2011 roku liczyła 190 mieszkańców.